# Kurten
Kurten – miasto (town) w Stanach Zjednoczonych, w stanie Teksas, w hrabstwie Brazos.